# 매리 앤 모블리

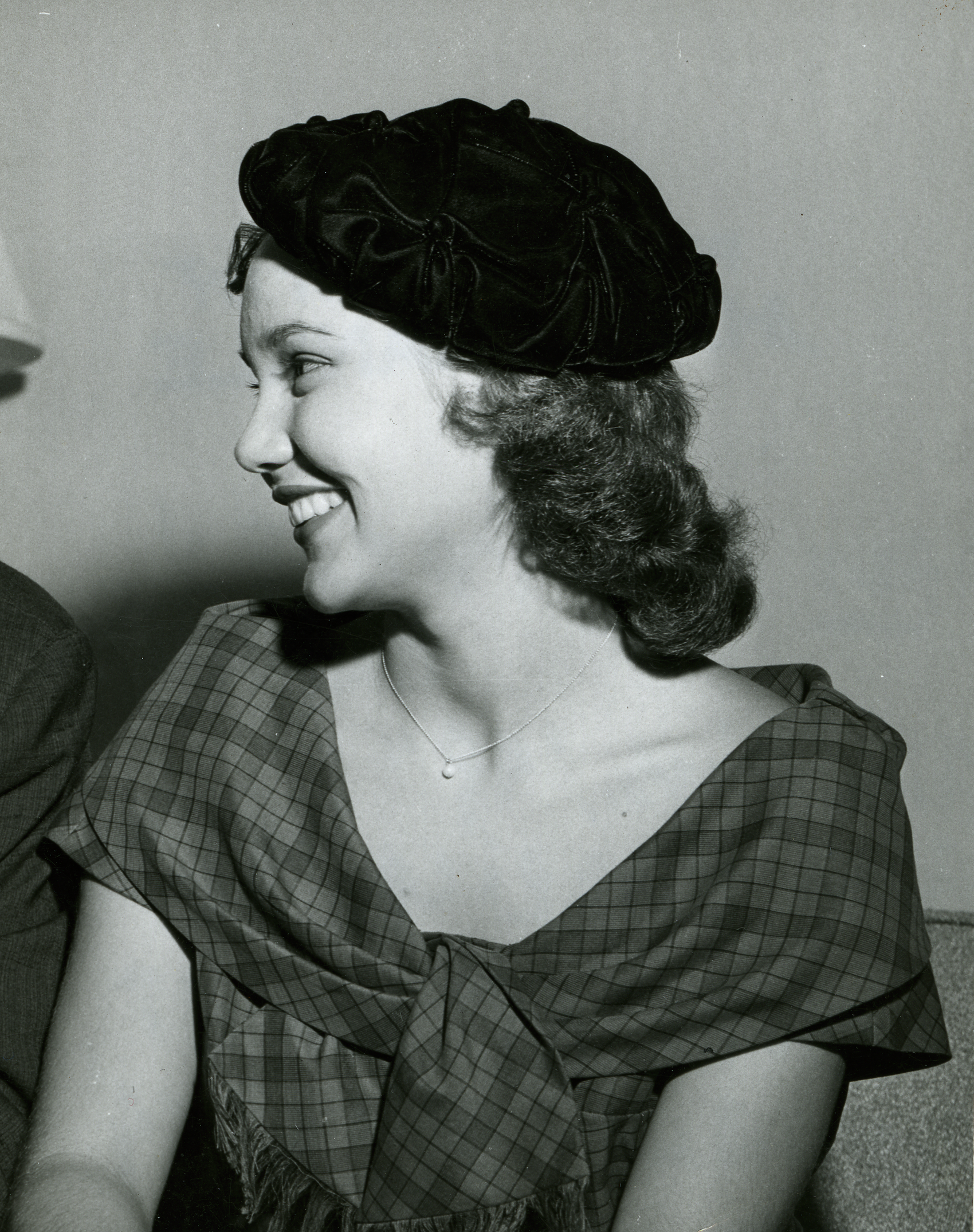

메리 앤 모블리(Mary Ann Mobley, 1937년 2월 17일 ~ 2014년 12월 9일)는 미국의 배우, 모델, 가수이다.
빌럭시에서 태어났으며 베벌리힐스에서 사망하였다. 사인은 유방암이다.

## 출연 작품
- 버뮤다 2만리 (1977년)
- 어느날 갑자기 (1972년)
- 쓰리 온 어 코치 (1966년)
- 헤럼 스케럼 (1965년)
- 걸 해피 (1965년)

### 텔레비전
- 사랑의 유람선 (1977년)
- 제5전선 (1966년)
- 데드 라이크 미 (2003년)
- 꿈꾸는 낙원 (1978년)
- 신나는 개구쟁이 (1978년)
- 페리 메이슨 (1957년)
- 디즈니랜드 (1954년) - 킴 로렌스 역